# Rock of the Westies
Rock of the Westies è il tredicesimo album dell'artista britannico Elton John, distribuito il 4 ottobre 1975 dalla MCA Records (negli USA e in Canada) e dalla Dick James Music Records.

## Descrizione
L'album fu registrato, come i precedenti album Captain Fantastic and the Brown Dirt Cowboy e Caribou, ai Caribou Studios, nel Colorado. Il nome è una contrepèterie dell'espressione West of the Rockies, probabile riferimento alla gente proveniente dal "Westy", distretto suburbano di Warrington, città del Regno Unito.
Il disco segna una svolta importante nella carriera di Elton: infatti, poco prima della registrazione dell'LP, gli storici Dee Murray e Nigel Olsson, rispettivamente il bassista e il batterista della Elton John Band, erano stati sostituiti da Kenny Passarelli e Roger Pope. Rock Of The Westies vira, quindi, verso un genere decisamente più rock, elettrico e veloce, differente dal classico sound delle produzioni precedenti (Elton ammetterà: È il primo dei miei dischi alla cocaina). Alla band vengono aggiunti anche un altro chitarrista (Caleb Quaye) e un tastierista (James Newton Howard).
Il trio Labelle è ai cori del brano d'apertura Medley: Yell Help/Wednesday Night/Ugly, e quando la loro performance nella parte finale del brano fu accidentalmente cancellata dal nastro, il produttore Gus Dudgeon fumò marijuana e le imitò.
Dan Dare (Pilot Of The Future) doveva essere un singolo, ma non fu mai pubblicata come tale. Street Kids è un brano rock (apparso anche nel videogame del 2008 Grand Theft Auto IV); Hard Luck Story era già stata registrata da Kiki Dee ed è accreditata (come il singolo Don't Go Breaking My Heart) ad Ann Orson e a Carte Blanche, pseudonimi di Elton John e Bernie Taupin (ovverosia An horse and cart, Blanche: Orson Carte dovrebbe essere un gioco di parole dell'espressione horse and cart).
Dall'album, dedicato a Dee Murray e a Nigel Olsson, furono pubblicati due singoli: Island Girl e il doppio Grow Some Funk of Your Own/I Feel like a Bullet (in the Gun of Robert Ford).
Nel 1996 fu pubblicata in CD la versione rimasterizzata di Rock Of The Westies: nella versione statunitense i brani bonus erano Planes e Sugar On The Floor, nella versione inglese invece l'unica bonus track era Don't Go Breaking My Heart.

## Classifiche
Come il precedente Captain Fantastic and the Brown Dirt Cowboy, anche Rock of the Westies debuttò direttamente in prima posizione nella classifica Billboard 200 (e rimase in vetta per tre settimane): erano gli unici due album ad aver compiuto una simile impresa. La prima posizione la raggiunse anche in Canada, la quarta in Australia e Nuova Zelanda. 
Nel Regno Unito ebbe un successo minore (la parabola discendente di Elton era già iniziata con il secondo posto di Captain Fantastic), raggiungendo solo la quinta posizione come anche in Francia e la sesta posizione in Norvegia e Svezia.
Il primo singolo Island Girl (Elton avrebbe voluto pubblicare al suo posto Dan Dare (Pilot Of The Future), credendo che potesse avere un maggiore successo commerciale) raggiungerà la prima posizione nella classifica statunitense, ma solo la quattordicesima in quella britannica.
Gran parte del pubblico, poi, non perdonò il licenziamento degli storici Dee e Nigel: ne è un dato di fatto il relativo insuccesso del secondo singolo Grow Some Funk Of Your Own/I Feel Like A Bullet (In The Gun Of Robert Ford), così come le deludenti vendite degli LP successivi, che, seppur buone, non torneranno più ai livelli precedenti.
Fu l'ultimo LP studio pubblicato dalla DJM Records (a parte gli Stati Uniti e il Canada). Elton poteva ora distribuire le sue produzioni con un'etichetta personale: la Rocket Records.
Album - Billboard (America del Nord)
| Anno | Classifica | Posizione |
| ---- | ---------- | --------- |
| 1975 | Pop Albums | 1         |

Singoli - Billboard (America del Nord)
| Anno | Singolo                                            | Classifica  | Posizione |
| ---- | -------------------------------------------------- | ----------- | --------- |
| 1975 | "Island Girl"                                      | Pop Singles | 1         |
| 1976 | "Grow Some Funk of Your Own"                       | Pop Singles | 14        |
| 1976 | "I Feel like a Bullet (in the Gun of Robert Ford)" | Pop Singles | 14        |

## Tracce
Tutti i brani, salvo dove indicato diversamente, sono stati composti dal duo Elton John/Bernie Taupin.
1. Medley (Yell Help/Wednesday Night/Ugly) – 6:13
2. Dan Dare (Pilot of the Future) – 3:30
3. Island Girl – 3:42
4. Grow Some Funk of Your Own (John, Davey Johnstone, Taupin) – 4:43
5. I Feel like a Bullet (in the Gun of Robert Ford) – 5:28
6. Street Kids – 6:23
7. Hard Luck Story (Carte Blanche/Ann Orson) – 5:10
8. Feed Me – 4:00
9. Billy Bones and the White Bird – 4:24

### Tracce bonus (ristampa CD del 1996, versione statunitense)
1. Planes – 4:31
2. Sugar on the Floor (Kiki Dee) – 4:31

### Traccia bonus (ristampa CD del 1996, versione inglese)
1. Don't Go Breaking My Heart [con Kiki Dee] (Carte Blanche/Ann Orson) – 4:28

## B-sides
| Brano                | Formato                |
| -------------------- | ---------------------- |
| "Sugar on the Floor" | Island Girl 7" (US/UK) |

## Formazione

### Membri ufficiali
- Elton John: voce, pianoforte
- Caleb Quaye: chitarra, cori
- Davey Johnstone: chitarra acustica, cori, chitarra elettrica, banjo, slide guitar
- James Newton Howard: pianoforte, Fender Rhodes, sintetizzatore, ARP, mellotron, clavicembalo
- Kenny Passarelli: basso, cori
- Ray Cooper: batteria, maracas, nacchere, congas, marimba, shaker, vibrafono, tamburello basco

### Altri musicisti
- Roger Pope: batteria
- Clive Franks: percussioni, cori
- Kiki Dee, Gus Dudgeon, Labelle, Ann Orson, Clive Franks: cori

## Produzione
- Produttore: Gus Dudgeon
- Tecnico del suono: Jeff Guercio
- Note del libretto: John Tobler